# Liste des planètes mineures (102001-103000)
Voici la liste des planètes mineures numérotées de 102001 à 103000. Les planètes mineures sont numérotées lorsque leur orbite est confirmée, ce qui peut parfois se produire longtemps après leur découverte. Elles sont classées ici par leur numéro et donc approximativement par leur date de découverte.

## Planètes mineures 102001 à 103000

### 102001-102100
| Nom      | Désignation provisoire | Date de la découverte | Découvreur |
| -------- | ---------------------- | --------------------- | ---------- |
| (102001) | 1999 RG79              | 7 septembre 1999      | LINEAR     |
| (102002) | 1999 RR80              | 7 septembre 1999      | LINEAR     |
| (102003) | 1999 RX80              | 7 septembre 1999      | LINEAR     |
| (102004) | 1999 RC81              | 7 septembre 1999      | LINEAR     |
| (102005) | 1999 RS81              | 7 septembre 1999      | LINEAR     |
| (102006) | 1999 RA82              | 7 septembre 1999      | LINEAR     |
| (102007) | 1999 RB82              | 7 septembre 1999      | LINEAR     |
| (102008) | 1999 RD82              | 7 septembre 1999      | LINEAR     |
| (102009) | 1999 RF82              | 7 septembre 1999      | LINEAR     |
| (102010) | 1999 RE84              | 7 septembre 1999      | LINEAR     |
| (102011) | 1999 RR84              | 7 septembre 1999      | LINEAR     |
| (102012) | 1999 RV85              | 7 septembre 1999      | LINEAR     |
| (102013) | 1999 RX85              | 7 septembre 1999      | LINEAR     |
| (102014) | 1999 RH86              | 7 septembre 1999      | LINEAR     |
| (102015) | 1999 RK87              | 7 septembre 1999      | LINEAR     |
| (102016) | 1999 RY87              | 7 septembre 1999      | LINEAR     |
| (102017) | 1999 RD89              | 7 septembre 1999      | LINEAR     |
| (102018) | 1999 RD90              | 7 septembre 1999      | LINEAR     |
| (102019) | 1999 RH90              | 7 septembre 1999      | LINEAR     |
| (102020) | 1999 RK90              | 7 septembre 1999      | LINEAR     |
| (102021) | 1999 RV92              | 7 septembre 1999      | LINEAR     |
| (102022) | 1999 RX92              | 7 septembre 1999      | LINEAR     |
| (102023) | 1999 RA93              | 7 septembre 1999      | LINEAR     |
| (102024) | 1999 RY94              | 7 septembre 1999      | LINEAR     |
| (102025) | 1999 RC97              | 7 septembre 1999      | LINEAR     |
| (102026) | 1999 RF97              | 7 septembre 1999      | LINEAR     |
| (102027) | 1999 RC98              | 7 septembre 1999      | LINEAR     |
| (102028) | 1999 RL98              | 7 septembre 1999      | LINEAR     |
| (102029) | 1999 RV99              | 8 septembre 1999      | LINEAR     |
| (102030) | 1999 RJ100             | 8 septembre 1999      | LINEAR     |
| (102031) | 1999 RC105             | 8 septembre 1999      | LINEAR     |
| (102032) | 1999 RC106             | 8 septembre 1999      | LINEAR     |
| (102033) | 1999 RU107             | 8 septembre 1999      | LINEAR     |
| (102034) | 1999 RW107             | 8 septembre 1999      | LINEAR     |
| (102035) | 1999 RG108             | 8 septembre 1999      | LINEAR     |
| (102036) | 1999 RT108             | 8 septembre 1999      | LINEAR     |
| (102037) | 1999 RU108             | 8 septembre 1999      | LINEAR     |
| (102038) | 1999 RU109             | 8 septembre 1999      | LINEAR     |
| (102039) | 1999 RT110             | 8 septembre 1999      | LINEAR     |
| (102040) | 1999 RG112             | 9 septembre 1999      | LINEAR     |
| (102041) | 1999 RT112             | 9 septembre 1999      | LINEAR     |
| (102042) | 1999 RB114             | 9 septembre 1999      | LINEAR     |
| (102043) | 1999 RU114             | 9 septembre 1999      | LINEAR     |
| (102044) | 1999 RH115             | 9 septembre 1999      | LINEAR     |
| (102045) | 1999 RQ115             | 9 septembre 1999      | LINEAR     |
| (102046) | 1999 RG118             | 9 septembre 1999      | LINEAR     |
| (102047) | 1999 RO120             | 9 septembre 1999      | LINEAR     |
| (102048) | 1999 RJ121             | 13 septembre 1999     | Spacewatch |
| (102049) | 1999 RM121             | 9 septembre 1999      | LINEAR     |
| (102050) | 1999 RP122             | 9 septembre 1999      | LINEAR     |
| (102051) | 1999 RR122             | 9 septembre 1999      | LINEAR     |
| (102052) | 1999 RA125             | 9 septembre 1999      | LINEAR     |
| (102053) | 1999 RB125             | 9 septembre 1999      | LINEAR     |
| (102054) | 1999 RC125             | 9 septembre 1999      | LINEAR     |
| (102055) | 1999 RH126             | 9 septembre 1999      | LINEAR     |
| (102056) | 1999 RM126             | 9 septembre 1999      | LINEAR     |
| (102057) | 1999 RL129             | 9 septembre 1999      | LINEAR     |
| (102058) | 1999 RT129             | 9 septembre 1999      | LINEAR     |
| (102059) | 1999 RM131             | 9 septembre 1999      | LINEAR     |
| (102060) | 1999 RZ131             | 9 septembre 1999      | LINEAR     |
| (102061) | 1999 RC132             | 9 septembre 1999      | LINEAR     |
| (102062) | 1999 RN132             | 9 septembre 1999      | LINEAR     |
| (102063) | 1999 RR134             | 9 septembre 1999      | LINEAR     |
| (102064) | 1999 RW134             | 9 septembre 1999      | LINEAR     |
| (102065) | 1999 RC136             | 9 septembre 1999      | LINEAR     |
| (102066) | 1999 RV137             | 9 septembre 1999      | LINEAR     |
| (102067) | 1999 RF138             | 9 septembre 1999      | LINEAR     |
| (102068) | 1999 RC139             | 9 septembre 1999      | LINEAR     |
| (102069) | 1999 RF139             | 9 septembre 1999      | LINEAR     |
| (102070) | 1999 RH139             | 9 septembre 1999      | LINEAR     |
| (102071) | 1999 RK139             | 9 septembre 1999      | LINEAR     |
| (102072) | 1999 RE140             | 9 septembre 1999      | LINEAR     |
| (102073) | 1999 RT140             | 9 septembre 1999      | LINEAR     |
| (102074) | 1999 RN143             | 9 septembre 1999      | LINEAR     |
| (102075) | 1999 RC144             | 9 septembre 1999      | LINEAR     |
| (102076) | 1999 RL144             | 9 septembre 1999      | LINEAR     |
| (102077) | 1999 RL146             | 9 septembre 1999      | LINEAR     |
| (102078) | 1999 RS147             | 9 septembre 1999      | LINEAR     |
| (102079) | 1999 RV147             | 9 septembre 1999      | LINEAR     |
| (102080) | 1999 RP148             | 9 septembre 1999      | LINEAR     |
| (102081) | 1999 RB149             | 9 septembre 1999      | LINEAR     |
| (102082) | 1999 RK149             | 9 septembre 1999      | LINEAR     |
| (102083) | 1999 RO149             | 9 septembre 1999      | LINEAR     |
| (102084) | 1999 RF150             | 9 septembre 1999      | LINEAR     |
| (102085) | 1999 RK150             | 9 septembre 1999      | LINEAR     |
| (102086) | 1999 RT150             | 9 septembre 1999      | LINEAR     |
| (102087) | 1999 RT151             | 9 septembre 1999      | LINEAR     |
| (102088) | 1999 RA152             | 9 septembre 1999      | LINEAR     |
| (102089) | 1999 RK152             | 9 septembre 1999      | LINEAR     |
| (102090) | 1999 RP153             | 9 septembre 1999      | LINEAR     |
| (102091) | 1999 RL154             | 9 septembre 1999      | LINEAR     |
| (102092) | 1999 RD155             | 9 septembre 1999      | LINEAR     |
| (102093) | 1999 RH155             | 9 septembre 1999      | LINEAR     |
| (102094) | 1999 RH156             | 9 septembre 1999      | LINEAR     |
| (102095) | 1999 RK156             | 9 septembre 1999      | LINEAR     |
| (102096) | 1999 RX156             | 9 septembre 1999      | LINEAR     |
| (102097) | 1999 RZ157             | 9 septembre 1999      | LINEAR     |
| (102098) | 1999 RJ158             | 9 septembre 1999      | LINEAR     |
| (102099) | 1999 RW158             | 9 septembre 1999      | LINEAR     |
| (102100) | 1999 RG159             | 9 septembre 1999      | LINEAR     |

### 102101-102200
| Nom      | Désignation provisoire | Date de la découverte | Découvreur   |
| -------- | ---------------------- | --------------------- | ------------ |
| (102101) | 1999 RZ159             | 9 septembre 1999      | LINEAR       |
| (102102) | 1999 RK160             | 9 septembre 1999      | LINEAR       |
| (102103) | 1999 RA161             | 9 septembre 1999      | LINEAR       |
| (102104) | 1999 RV161             | 9 septembre 1999      | LINEAR       |
| (102105) | 1999 RA163             | 9 septembre 1999      | LINEAR       |
| (102106) | 1999 RB163             | 9 septembre 1999      | LINEAR       |
| (102107) | 1999 RL164             | 9 septembre 1999      | LINEAR       |
| (102108) | 1999 RZ165             | 9 septembre 1999      | LINEAR       |
| (102109) | 1999 RD166             | 9 septembre 1999      | LINEAR       |
| (102110) | 1999 RV166             | 9 septembre 1999      | LINEAR       |
| (102111) | 1999 RQ167             | 9 septembre 1999      | LINEAR       |
| (102112) | 1999 RR167             | 9 septembre 1999      | LINEAR       |
| (102113) | 1999 RZ167             | 9 septembre 1999      | LINEAR       |
| (102114) | 1999 RW168             | 9 septembre 1999      | LINEAR       |
| (102115) | 1999 RZ168             | 9 septembre 1999      | LINEAR       |
| (102116) | 1999 RM170             | 9 septembre 1999      | LINEAR       |
| (102117) | 1999 RW170             | 9 septembre 1999      | LINEAR       |
| (102118) | 1999 RX170             | 9 septembre 1999      | LINEAR       |
| (102119) | 1999 RO171             | 9 septembre 1999      | LINEAR       |
| (102120) | 1999 RO172             | 9 septembre 1999      | LINEAR       |
| (102121) | 1999 RL174             | 9 septembre 1999      | LINEAR       |
| (102122) | 1999 RG175             | 9 septembre 1999      | LINEAR       |
| (102123) | 1999 RP175             | 9 septembre 1999      | LINEAR       |
| (102124) | 1999 RB177             | 9 septembre 1999      | LINEAR       |
| (102125) | 1999 RQ177             | 9 septembre 1999      | LINEAR       |
| (102126) | 1999 RW177             | 9 septembre 1999      | LINEAR       |
| (102127) | 1999 RY177             | 9 septembre 1999      | LINEAR       |
| (102128) | 1999 RC178             | 9 septembre 1999      | LINEAR       |
| (102129) | 1999 RM179             | 9 septembre 1999      | LINEAR       |
| (102130) | 1999 RT179             | 9 septembre 1999      | LINEAR       |
| (102131) | 1999 RX179             | 9 septembre 1999      | LINEAR       |
| (102132) | 1999 RH180             | 9 septembre 1999      | LINEAR       |
| (102133) | 1999 RB181             | 9 septembre 1999      | LINEAR       |
| (102134) | 1999 RD181             | 9 septembre 1999      | LINEAR       |
| (102135) | 1999 RN182             | 9 septembre 1999      | LINEAR       |
| (102136) | 1999 RO182             | 9 septembre 1999      | LINEAR       |
| (102137) | 1999 RR182             | 9 septembre 1999      | LINEAR       |
| (102138) | 1999 RS182             | 9 septembre 1999      | LINEAR       |
| (102139) | 1999 RO183             | 9 septembre 1999      | LINEAR       |
| (102140) | 1999 RS184             | 9 septembre 1999      | LINEAR       |
| (102141) | 1999 RT184             | 9 septembre 1999      | LINEAR       |
| (102142) | 1999 RB185             | 9 septembre 1999      | LINEAR       |
| (102143) | 1999 RC186             | 9 septembre 1999      | LINEAR       |
| (102144) | 1999 RA188             | 9 septembre 1999      | LINEAR       |
| (102145) | 1999 RQ188             | 9 septembre 1999      | LINEAR       |
| (102146) | 1999 RW191             | 11 septembre 1999     | LINEAR       |
| (102147) | 1999 RC192             | 13 septembre 1999     | LINEAR       |
| (102148) | 1999 RA195             | 8 septembre 1999      | LINEAR       |
| (102149) | 1999 RH197             | 8 septembre 1999      | LINEAR       |
| (102150) | 1999 RQ197             | 8 septembre 1999      | LINEAR       |
| (102151) | 1999 RA198             | 8 septembre 1999      | LINEAR       |
| (102152) | 1999 RL201             | 8 septembre 1999      | LINEAR       |
| (102153) | 1999 RM201             | 8 septembre 1999      | LINEAR       |
| (102154) | 1999 RK203             | 8 septembre 1999      | LINEAR       |
| (102155) | 1999 RV203             | 8 septembre 1999      | LINEAR       |
| (102156) | 1999 RV204             | 8 septembre 1999      | LINEAR       |
| (102157) | 1999 RV206             | 8 septembre 1999      | LINEAR       |
| (102158) | 1999 RC209             | 8 septembre 1999      | LINEAR       |
| (102159) | 1999 RY213             | 13 septembre 1999     | Spacewatch   |
| (102160) | 1999 RG216             | 4 septembre 1999      | LONEOS       |
| (102161) | 1999 RM217             | 3 septembre 1999      | LONEOS       |
| (102162) | 1999 RH219             | 5 septembre 1999      | Spacewatch   |
| (102163) | 1999 RT219             | 4 septembre 1999      | LONEOS       |
| (102164) | 1999 RE220             | 4 septembre 1999      | CSS          |
| (102165) | 1999 RH220             | 4 septembre 1999      | CSS          |
| (102166) | 1999 RR221             | 5 septembre 1999      | CSS          |
| (102167) | 1999 RC223             | 7 septembre 1999      | CSS          |
| (102168) | 1999 RD227             | 5 septembre 1999      | CSS          |
| (102169) | 1999 RT227             | 7 septembre 1999      | LONEOS       |
| (102170) | 1999 RA230             | 8 septembre 1999      | CSS          |
| (102171) | 1999 RH230             | 8 septembre 1999      | CSS          |
| (102172) | 1999 RW230             | 8 septembre 1999      | CSS          |
| (102173) | 1999 RQ233             | 8 septembre 1999      | CSS          |
| (102174) | 1999 RG234             | 8 septembre 1999      | CSS          |
| (102175) | 1999 RK234             | 8 septembre 1999      | CSS          |
| (102176) | 1999 RV235             | 8 septembre 1999      | CSS          |
| (102177) | 1999 RS236             | 8 septembre 1999      | CSS          |
| (102178) | 1999 RD237             | 8 septembre 1999      | CSS          |
| (102179) | 1999 RX237             | 8 septembre 1999      | CSS          |
| (102180) | 1999 RV238             | 8 septembre 1999      | CSS          |
| (102181) | 1999 RT240             | 11 septembre 1999     | LONEOS       |
| (102182) | 1999 RN241             | 14 septembre 1999     | CSS          |
| (102183) | 1999 RL242             | 4 septembre 1999      | LONEOS       |
| (102184) | 1999 RX242             | 4 septembre 1999      | LONEOS       |
| (102185) | 1999 RJ250             | 7 septembre 1999      | LINEAR       |
| (102186) | 1999 RC251             | 5 septembre 1999      | Spacewatch   |
| (102187) | 1999 RQ253             | 9 septembre 1999      | LINEAR       |
| (102188) | 1999 RD255             | 4 septembre 1999      | LONEOS       |
| (102189) | 1999 SX1               | 18 septembre 1999     | LINEAR       |
| (102190) | 1999 SR3               | 27 septembre 1999     | LINEAR       |
| (102191) | 1999 SH4               | 29 septembre 1999     | Korlevic, K. |
| (102192) | 1999 SP5               | 30 septembre 1999     | LINEAR       |
| (102193) | 1999 SD6               | 30 septembre 1999     | LINEAR       |
| (102194) | 1999 SV7               | 29 septembre 1999     | LINEAR       |
| (102195) | 1999 ST10              | 30 septembre 1999     | CSS          |
| (102196) | 1999 SC11              | 30 septembre 1999     | CSS          |
| (102197) | 1999 SR11              | 30 septembre 1999     | CSS          |
| (102198) | 1999 SU11              | 30 septembre 1999     | CSS          |
| (102199) | 1999 SE13              | 30 septembre 1999     | LINEAR       |
| (102200) | 1999 SU13              | 29 septembre 1999     | CSS          |

### 102201-102300
| Nom                     | Désignation provisoire | Date de la découverte | Découvreur                           |
| ----------------------- | ---------------------- | --------------------- | ------------------------------------ |
| (102201)                | 1999 SD15              | 29 septembre 1999     | CSS                                  |
| (102202)                | 1999 SC17              | 30 septembre 1999     | CSS                                  |
| (102203)                | 1999 SC19              | 30 septembre 1999     | LINEAR                               |
| (102204)                | 1999 SE19              | 30 septembre 1999     | LINEAR                               |
| (102205)                | 1999 SB20              | 30 septembre 1999     | LINEAR                               |
| (102206)                | 1999 SM20              | 30 septembre 1999     | LINEAR                               |
| (102207)                | 1999 SK21              | 30 septembre 1999     | Spacewatch                           |
| (102208)                | 1999 SD22              | 21 septembre 1999     | LONEOS                               |
| (102209)                | 1999 SG25              | 30 septembre 1999     | CSS                                  |
| (102210)                | 1999 SE27              | 29 septembre 1999     | CSS                                  |
| (102211) Angelofaggiano | 1999 TQ                | 1er octobre 1999      | Campo Catino                         |
| (102212)                | 1999 TA1               | 1er octobre 1999      | Korlevic, K.                         |
| (102213)                | 1999 TL1               | 1er octobre 1999      | Korlevic, K.                         |
| (102214)                | 1999 TO1               | 1er octobre 1999      | Korlevic, K.                         |
| (102215)                | 1999 TR3               | 2 octobre 1999        | Sarounova, L.                        |
| (102216)                | 1999 TG4               | 3 octobre 1999        | McCormack, B. D., Carona, D. W.      |
| (102217)                | 1999 TW4               | 4 octobre 1999        | LINEAR                               |
| (102218)                | 1999 TA6               | 5 octobre 1999        | Bell, G., Hug, G.                    |
| (102219)                | 1999 TB6               | 6 octobre 1999        | Bell, G., Hug, G.                    |
| (102220)                | 1999 TJ8               | 6 octobre 1999        | Korlevic, K., Juric, M.              |
| (102221)                | 1999 TT9               | 7 octobre 1999        | Korlevic, K., Juric, M.              |
| (102222)                | 1999 TA12              | 8 octobre 1999        | Crni Vrh                             |
| (102223)                | 1999 TE12              | 10 octobre 1999       | Sposetti, S.                         |
| (102224) Raffaellolena  | 1999 TG12              | 10 octobre 1999       | Sposetti, S.                         |
| (102225)                | 1999 TU12              | 10 octobre 1999       | Juels, C. W.                         |
| (102226)                | 1999 TL13              | 8 octobre 1999        | Brady, S.                            |
| (102227)                | 1999 TB14              | 13 octobre 1999       | Comba, P. G.                         |
| (102228)                | 1999 TG15              | 12 octobre 1999       | Pravec, P., Kusnirak, P.             |
| (102229)                | 1999 TS17              | 15 octobre 1999       | Pravec, P., Kusnirak, P.             |
| (102230)                | 1999 TA18              | 10 octobre 1999       | Beijing Schmidt CCD Asteroid Program |
| (102231)                | 1999 TS18              | 14 octobre 1999       | Beijing Schmidt CCD Asteroid Program |
| (102232)                | 1999 TX18              | 12 octobre 1999       | Crni Vrh                             |
| (102233)                | 1999 TJ19              | 10 octobre 1999       | Billings, G. W.                      |
| (102234) Olivebyrne     | 1999 TK20              | 5 octobre 1999        | Tucker, R. A.                        |
| (102235)                | 1999 TN21              | 13 octobre 1999       | Bickel, W.                           |
| (102236)                | 1999 TO21              | 2 octobre 1999        | Spacewatch                           |
| (102237)                | 1999 TQ21              | 2 octobre 1999        | Spacewatch                           |
| (102238)                | 1999 TH22              | 3 octobre 1999        | Spacewatch                           |
| (102239)                | 1999 TK22              | 3 octobre 1999        | Spacewatch                           |
| (102240)                | 1999 TN22              | 3 octobre 1999        | Spacewatch                           |
| (102241)                | 1999 TT22              | 3 octobre 1999        | Spacewatch                           |
| (102242)                | 1999 TE25              | 3 octobre 1999        | LINEAR                               |
| (102243)                | 1999 TE26              | 3 octobre 1999        | LINEAR                               |
| (102244)                | 1999 TJ26              | 3 octobre 1999        | LINEAR                               |
| (102245)                | 1999 TO26              | 3 octobre 1999        | LINEAR                               |
| (102246)                | 1999 TV26              | 3 octobre 1999        | LINEAR                               |
| (102247)                | 1999 TY26              | 3 octobre 1999        | LINEAR                               |
| (102248)                | 1999 TD27              | 3 octobre 1999        | LINEAR                               |
| (102249)                | 1999 TE27              | 3 octobre 1999        | LINEAR                               |
| (102250)                | 1999 TU27              | 3 octobre 1999        | LINEAR                               |
| (102251)                | 1999 TD28              | 3 octobre 1999        | LINEAR                               |
| (102252)                | 1999 TG28              | 3 octobre 1999        | LINEAR                               |
| (102253)                | 1999 TH28              | 3 octobre 1999        | LINEAR                               |
| (102254)                | 1999 TO28              | 4 octobre 1999        | LINEAR                               |
| (102255)                | 1999 TR29              | 4 octobre 1999        | LINEAR                               |
| (102256)                | 1999 TP30              | 4 octobre 1999        | LINEAR                               |
| (102257)                | 1999 TZ30              | 4 octobre 1999        | LINEAR                               |
| (102258)                | 1999 TR31              | 4 octobre 1999        | LINEAR                               |
| (102259)                | 1999 TK32              | 4 octobre 1999        | LINEAR                               |
| (102260)                | 1999 TM33              | 4 octobre 1999        | LINEAR                               |
| (102261)                | 1999 TF34              | 1er octobre 1999      | CSS                                  |
| (102262)                | 1999 TJ34              | 1er octobre 1999      | CSS                                  |
| (102263)                | 1999 TF37              | 13 octobre 1999       | LONEOS                               |
| (102264)                | 1999 TU37              | 1er octobre 1999      | CSS                                  |
| (102265)                | 1999 TK38              | 1er octobre 1999      | CSS                                  |
| (102266)                | 1999 TD40              | 5 octobre 1999        | CSS                                  |
| (102267)                | 1999 TZ40              | 5 octobre 1999        | CSS                                  |
| (102268)                | 1999 TU43              | 3 octobre 1999        | Spacewatch                           |
| (102269)                | 1999 TH44              | 3 octobre 1999        | Spacewatch                           |
| (102270)                | 1999 TH45              | 3 octobre 1999        | Spacewatch                           |
| (102271)                | 1999 TK45              | 3 octobre 1999        | Spacewatch                           |
| (102272)                | 1999 TG46              | 4 octobre 1999        | Spacewatch                           |
| (102273)                | 1999 TM46              | 4 octobre 1999        | Spacewatch                           |
| (102274)                | 1999 TV46              | 4 octobre 1999        | Spacewatch                           |
| (102275)                | 1999 TW50              | 4 octobre 1999        | Spacewatch                           |
| (102276)                | 1999 TJ53              | 6 octobre 1999        | Spacewatch                           |
| (102277)                | 1999 TY54              | 6 octobre 1999        | Spacewatch                           |
| (102278)                | 1999 TH55              | 6 octobre 1999        | Spacewatch                           |
| (102279)                | 1999 TS57              | 6 octobre 1999        | Spacewatch                           |
| (102280)                | 1999 TE59              | 6 octobre 1999        | Spacewatch                           |
| (102281)                | 1999 TM59              | 7 octobre 1999        | Spacewatch                           |
| (102282)                | 1999 TX62              | 7 octobre 1999        | Spacewatch                           |
| (102283)                | 1999 TG63              | 7 octobre 1999        | Spacewatch                           |
| (102284)                | 1999 TM63              | 7 octobre 1999        | Spacewatch                           |
| (102285)                | 1999 TP63              | 7 octobre 1999        | Spacewatch                           |
| (102286)                | 1999 TR65              | 8 octobre 1999        | Spacewatch                           |
| (102287)                | 1999 TB66              | 8 octobre 1999        | Spacewatch                           |
| (102288)                | 1999 TR69              | 9 octobre 1999        | Spacewatch                           |
| (102289)                | 1999 TS71              | 9 octobre 1999        | Spacewatch                           |
| (102290)                | 1999 TH74              | 10 octobre 1999       | Spacewatch                           |
| (102291)                | 1999 TT74              | 10 octobre 1999       | Spacewatch                           |
| (102292)                | 1999 TX75              | 10 octobre 1999       | Spacewatch                           |
| (102293)                | 1999 TK79              | 11 octobre 1999       | Spacewatch                           |
| (102294)                | 1999 TW79              | 11 octobre 1999       | Spacewatch                           |
| (102295)                | 1999 TM81              | 12 octobre 1999       | Spacewatch                           |
| (102296)                | 1999 TF83              | 12 octobre 1999       | Spacewatch                           |
| (102297)                | 1999 TH85              | 14 octobre 1999       | Spacewatch                           |
| (102298)                | 1999 TO86              | 15 octobre 1999       | Spacewatch                           |
| (102299)                | 1999 TV86              | 15 octobre 1999       | Spacewatch                           |
| (102300)                | 1999 TS87              | 15 octobre 1999       | Spacewatch                           |

### 102301-102400
| Nom      | Désignation provisoire | Date de la découverte | Découvreur |
| -------- | ---------------------- | --------------------- | ---------- |
| (102301) | 1999 TO90              | 2 octobre 1999        | LINEAR     |
| (102302) | 1999 TK91              | 2 octobre 1999        | LINEAR     |
| (102303) | 1999 TQ91              | 2 octobre 1999        | LINEAR     |
| (102304) | 1999 TB92              | 2 octobre 1999        | LINEAR     |
| (102305) | 1999 TG92              | 2 octobre 1999        | LINEAR     |
| (102306) | 1999 TF93              | 2 octobre 1999        | LINEAR     |
| (102307) | 1999 TV95              | 2 octobre 1999        | LINEAR     |
| (102308) | 1999 TF96              | 2 octobre 1999        | LINEAR     |
| (102309) | 1999 TM96              | 2 octobre 1999        | LINEAR     |
| (102310) | 1999 TR96              | 2 octobre 1999        | LINEAR     |
| (102311) | 1999 TU96              | 2 octobre 1999        | LINEAR     |
| (102312) | 1999 TA98              | 2 octobre 1999        | LINEAR     |
| (102313) | 1999 TS98              | 2 octobre 1999        | LINEAR     |
| (102314) | 1999 TB99              | 2 octobre 1999        | LINEAR     |
| (102315) | 1999 TT99              | 2 octobre 1999        | LINEAR     |
| (102316) | 1999 TN100             | 2 octobre 1999        | LINEAR     |
| (102317) | 1999 TP101             | 2 octobre 1999        | LINEAR     |
| (102318) | 1999 TF103             | 2 octobre 1999        | LINEAR     |
| (102319) | 1999 TW103             | 3 octobre 1999        | LINEAR     |
| (102320) | 1999 TF104             | 3 octobre 1999        | LINEAR     |
| (102321) | 1999 TL105             | 3 octobre 1999        | LINEAR     |
| (102322) | 1999 TS105             | 3 octobre 1999        | LINEAR     |
| (102323) | 1999 TR106             | 4 octobre 1999        | LINEAR     |
| (102324) | 1999 TZ106             | 4 octobre 1999        | LINEAR     |
| (102325) | 1999 TB107             | 4 octobre 1999        | LINEAR     |
| (102326) | 1999 TM108             | 4 octobre 1999        | LINEAR     |
| (102327) | 1999 TG109             | 4 octobre 1999        | LINEAR     |
| (102328) | 1999 TJ109             | 4 octobre 1999        | LINEAR     |
| (102329) | 1999 TM110             | 4 octobre 1999        | LINEAR     |
| (102330) | 1999 TA111             | 4 octobre 1999        | LINEAR     |
| (102331) | 1999 TA112             | 4 octobre 1999        | LINEAR     |
| (102332) | 1999 TG112             | 4 octobre 1999        | LINEAR     |
| (102333) | 1999 TK112             | 4 octobre 1999        | LINEAR     |
| (102334) | 1999 TP112             | 4 octobre 1999        | LINEAR     |
| (102335) | 1999 TZ112             | 4 octobre 1999        | LINEAR     |
| (102336) | 1999 TA114             | 4 octobre 1999        | LINEAR     |
| (102337) | 1999 TN114             | 4 octobre 1999        | LINEAR     |
| (102338) | 1999 TD115             | 4 octobre 1999        | LINEAR     |
| (102339) | 1999 TH115             | 4 octobre 1999        | LINEAR     |
| (102340) | 1999 TE116             | 4 octobre 1999        | LINEAR     |
| (102341) | 1999 TR118             | 4 octobre 1999        | LINEAR     |
| (102342) | 1999 TO120             | 4 octobre 1999        | LINEAR     |
| (102343) | 1999 TP120             | 4 octobre 1999        | LINEAR     |
| (102344) | 1999 TA121             | 4 octobre 1999        | LINEAR     |
| (102345) | 1999 TQ121             | 4 octobre 1999        | LINEAR     |
| (102346) | 1999 TF122             | 4 octobre 1999        | LINEAR     |
| (102347) | 1999 TJ122             | 4 octobre 1999        | LINEAR     |
| (102348) | 1999 TT122             | 4 octobre 1999        | LINEAR     |
| (102349) | 1999 TX122             | 4 octobre 1999        | LINEAR     |
| (102350) | 1999 TJ123             | 4 octobre 1999        | LINEAR     |
| (102351) | 1999 TY123             | 4 octobre 1999        | LINEAR     |
| (102352) | 1999 TY126             | 4 octobre 1999        | LINEAR     |
| (102353) | 1999 TQ127             | 4 octobre 1999        | LINEAR     |
| (102354) | 1999 TD130             | 6 octobre 1999        | LINEAR     |
| (102355) | 1999 TC131             | 6 octobre 1999        | LINEAR     |
| (102356) | 1999 TN133             | 6 octobre 1999        | LINEAR     |
| (102357) | 1999 TZ133             | 6 octobre 1999        | LINEAR     |
| (102358) | 1999 TN134             | 6 octobre 1999        | LINEAR     |
| (102359) | 1999 TO134             | 6 octobre 1999        | LINEAR     |
| (102360) | 1999 TU134             | 6 octobre 1999        | LINEAR     |
| (102361) | 1999 TE136             | 6 octobre 1999        | LINEAR     |
| (102362) | 1999 TS138             | 6 octobre 1999        | LINEAR     |
| (102363) | 1999 TG139             | 6 octobre 1999        | LINEAR     |
| (102364) | 1999 TR139             | 6 octobre 1999        | LINEAR     |
| (102365) | 1999 TU139             | 6 octobre 1999        | LINEAR     |
| (102366) | 1999 TR140             | 6 octobre 1999        | LINEAR     |
| (102367) | 1999 TS140             | 6 octobre 1999        | LINEAR     |
| (102368) | 1999 TB141             | 6 octobre 1999        | LINEAR     |
| (102369) | 1999 TC142             | 7 octobre 1999        | LINEAR     |
| (102370) | 1999 TE143             | 7 octobre 1999        | LINEAR     |
| (102371) | 1999 TW143             | 7 octobre 1999        | LINEAR     |
| (102372) | 1999 TL144             | 7 octobre 1999        | LINEAR     |
| (102373) | 1999 TP144             | 7 octobre 1999        | LINEAR     |
| (102374) | 1999 TY144             | 7 octobre 1999        | LINEAR     |
| (102375) | 1999 TK145             | 7 octobre 1999        | LINEAR     |
| (102376) | 1999 TX145             | 7 octobre 1999        | LINEAR     |
| (102377) | 1999 TZ145             | 7 octobre 1999        | LINEAR     |
| (102378) | 1999 TA146             | 7 octobre 1999        | LINEAR     |
| (102379) | 1999 TR146             | 7 octobre 1999        | LINEAR     |
| (102380) | 1999 TE150             | 7 octobre 1999        | LINEAR     |
| (102381) | 1999 TU151             | 7 octobre 1999        | LINEAR     |
| (102382) | 1999 TZ151             | 7 octobre 1999        | LINEAR     |
| (102383) | 1999 TH152             | 7 octobre 1999        | LINEAR     |
| (102384) | 1999 TL152             | 7 octobre 1999        | LINEAR     |
| (102385) | 1999 TQ152             | 7 octobre 1999        | LINEAR     |
| (102386) | 1999 TB153             | 7 octobre 1999        | LINEAR     |
| (102387) | 1999 TB155             | 7 octobre 1999        | LINEAR     |
| (102388) | 1999 TG155             | 7 octobre 1999        | LINEAR     |
| (102389) | 1999 TM155             | 7 octobre 1999        | LINEAR     |
| (102390) | 1999 TP155             | 7 octobre 1999        | LINEAR     |
| (102391) | 1999 TH157             | 9 octobre 1999        | LINEAR     |
| (102392) | 1999 TN157             | 9 octobre 1999        | LINEAR     |
| (102393) | 1999 TA160             | 9 octobre 1999        | LINEAR     |
| (102394) | 1999 TL161             | 9 octobre 1999        | LINEAR     |
| (102395) | 1999 TE164             | 9 octobre 1999        | LINEAR     |
| (102396) | 1999 TD166             | 10 octobre 1999       | LINEAR     |
| (102397) | 1999 TN167             | 10 octobre 1999       | LINEAR     |
| (102398) | 1999 TZ168             | 10 octobre 1999       | LINEAR     |
| (102399) | 1999 TG169             | 10 octobre 1999       | LINEAR     |
| (102400) | 1999 TW169             | 10 octobre 1999       | LINEAR     |

### 102401-102500
| Nom      | Désignation provisoire | Date de la découverte | Découvreur |
| -------- | ---------------------- | --------------------- | ---------- |
| (102401) | 1999 TY169             | 10 octobre 1999       | LINEAR     |
| (102402) | 1999 TS171             | 10 octobre 1999       | LINEAR     |
| (102403) | 1999 TB172             | 10 octobre 1999       | LINEAR     |
| (102404) | 1999 TJ172             | 10 octobre 1999       | LINEAR     |
| (102405) | 1999 TP172             | 10 octobre 1999       | LINEAR     |
| (102406) | 1999 TR173             | 10 octobre 1999       | LINEAR     |
| (102407) | 1999 TW174             | 10 octobre 1999       | LINEAR     |
| (102408) | 1999 TM175             | 10 octobre 1999       | LINEAR     |
| (102409) | 1999 TN175             | 10 octobre 1999       | LINEAR     |
| (102410) | 1999 TS175             | 10 octobre 1999       | LINEAR     |
| (102411) | 1999 TB177             | 10 octobre 1999       | LINEAR     |
| (102412) | 1999 TZ179             | 10 octobre 1999       | LINEAR     |
| (102413) | 1999 TC181             | 10 octobre 1999       | LINEAR     |
| (102414) | 1999 TA182             | 11 octobre 1999       | LINEAR     |
| (102415) | 1999 TH183             | 11 octobre 1999       | LINEAR     |
| (102416) | 1999 TL184             | 12 octobre 1999       | LINEAR     |
| (102417) | 1999 TN184             | 12 octobre 1999       | LINEAR     |
| (102418) | 1999 TN187             | 12 octobre 1999       | LINEAR     |
| (102419) | 1999 TD189             | 12 octobre 1999       | LINEAR     |
| (102420) | 1999 TC190             | 12 octobre 1999       | LINEAR     |
| (102421) | 1999 TZ190             | 12 octobre 1999       | LINEAR     |
| (102422) | 1999 TW191             | 12 octobre 1999       | LINEAR     |
| (102423) | 1999 TJ192             | 12 octobre 1999       | LINEAR     |
| (102424) | 1999 TD194             | 12 octobre 1999       | LINEAR     |
| (102425) | 1999 TN194             | 12 octobre 1999       | LINEAR     |
| (102426) | 1999 TY196             | 12 octobre 1999       | LINEAR     |
| (102427) | 1999 TK200             | 12 octobre 1999       | LINEAR     |
| (102428) | 1999 TD201             | 13 octobre 1999       | LINEAR     |
| (102429) | 1999 TD202             | 13 octobre 1999       | LINEAR     |
| (102430) | 1999 TG204             | 13 octobre 1999       | LINEAR     |
| (102431) | 1999 TL205             | 13 octobre 1999       | LINEAR     |
| (102432) | 1999 TA207             | 14 octobre 1999       | LINEAR     |
| (102433) | 1999 TL209             | 14 octobre 1999       | LINEAR     |
| (102434) | 1999 TD210             | 14 octobre 1999       | LINEAR     |
| (102435) | 1999 TN210             | 14 octobre 1999       | LINEAR     |
| (102436) | 1999 TX211             | 15 octobre 1999       | LINEAR     |
| (102437) | 1999 TY212             | 15 octobre 1999       | LINEAR     |
| (102438) | 1999 TJ213             | 15 octobre 1999       | LINEAR     |
| (102439) | 1999 TQ213             | 15 octobre 1999       | LINEAR     |
| (102440) | 1999 TW213             | 15 octobre 1999       | LINEAR     |
| (102441) | 1999 TX213             | 15 octobre 1999       | LINEAR     |
| (102442) | 1999 TZ214             | 15 octobre 1999       | LINEAR     |
| (102443) | 1999 TB215             | 15 octobre 1999       | LINEAR     |
| (102444) | 1999 TT215             | 15 octobre 1999       | LINEAR     |
| (102445) | 1999 TF216             | 15 octobre 1999       | LINEAR     |
| (102446) | 1999 TO216             | 15 octobre 1999       | LINEAR     |
| (102447) | 1999 TR216             | 15 octobre 1999       | LINEAR     |
| (102448) | 1999 TS216             | 15 octobre 1999       | LINEAR     |
| (102449) | 1999 TC217             | 15 octobre 1999       | LINEAR     |
| (102450) | 1999 TD217             | 15 octobre 1999       | LINEAR     |
| (102451) | 1999 TL217             | 15 octobre 1999       | LINEAR     |
| (102452) | 1999 TV217             | 15 octobre 1999       | LINEAR     |
| (102453) | 1999 TW217             | 15 octobre 1999       | LINEAR     |
| (102454) | 1999 TY218             | 1er octobre 1999      | CSS        |
| (102455) | 1999 TU220             | 1er octobre 1999      | CSS        |
| (102456) | 1999 TJ221             | 2 octobre 1999        | LINEAR     |
| (102457) | 1999 TP221             | 2 octobre 1999        | LONEOS     |
| (102458) | 1999 TH225             | 2 octobre 1999        | Spacewatch |
| (102459) | 1999 TD226             | 2 octobre 1999        | Spacewatch |
| (102460) | 1999 TN226             | 3 octobre 1999        | Spacewatch |
| (102461) | 1999 TG227             | 1er octobre 1999      | LONEOS     |
| (102462) | 1999 TE229             | 4 octobre 1999        | LONEOS     |
| (102463) | 1999 TD230             | 3 octobre 1999        | LONEOS     |
| (102464) | 1999 TG230             | 3 octobre 1999        | LONEOS     |
| (102465) | 1999 TB231             | 5 octobre 1999        | CSS        |
| (102466) | 1999 TW232             | 6 octobre 1999        | LINEAR     |
| (102467) | 1999 TA233             | 7 octobre 1999        | CSS        |
| (102468) | 1999 TV234             | 3 octobre 1999        | CSS        |
| (102469) | 1999 TC237             | 3 octobre 1999        | CSS        |
| (102470) | 1999 TQ239             | 4 octobre 1999        | CSS        |
| (102471) | 1999 TN241             | 4 octobre 1999        | CSS        |
| (102472) | 1999 TT242             | 4 octobre 1999        | CSS        |
| (102473) | 1999 TW244             | 7 octobre 1999        | CSS        |
| (102474) | 1999 TZ245             | 7 octobre 1999        | CSS        |
| (102475) | 1999 TA246             | 7 octobre 1999        | CSS        |
| (102476) | 1999 TC246             | 8 octobre 1999        | CSS        |
| (102477) | 1999 TQ247             | 8 octobre 1999        | CSS        |
| (102478) | 1999 TN248             | 8 octobre 1999        | CSS        |
| (102479) | 1999 TQ250             | 9 octobre 1999        | CSS        |
| (102480) | 1999 TW250             | 9 octobre 1999        | CSS        |
| (102481) | 1999 TG252             | 8 octobre 1999        | LINEAR     |
| (102482) | 1999 TH252             | 8 octobre 1999        | LINEAR     |
| (102483) | 1999 TA253             | 9 octobre 1999        | LINEAR     |
| (102484) | 1999 TU256             | 9 octobre 1999        | LINEAR     |
| (102485) | 1999 TQ258             | 9 octobre 1999        | LINEAR     |
| (102486) | 1999 TY258             | 9 octobre 1999        | LINEAR     |
| (102487) | 1999 TF260             | 10 octobre 1999       | Spacewatch |
| (102488) | 1999 TU260             | 12 octobre 1999       | LINEAR     |
| (102489) | 1999 TC262             | 13 octobre 1999       | LINEAR     |
| (102490) | 1999 TD264             | 15 octobre 1999       | Spacewatch |
| (102491) | 1999 TK264             | 15 octobre 1999       | Spacewatch |
| (102492) | 1999 TG265             | 3 octobre 1999        | LINEAR     |
| (102493) | 1999 TW265             | 3 octobre 1999        | LINEAR     |
| (102494) | 1999 TQ273             | 5 octobre 1999        | LINEAR     |
| (102495) | 1999 TH274             | 6 octobre 1999        | LINEAR     |
| (102496) | 1999 TT277             | 6 octobre 1999        | LINEAR     |
| (102497) | 1999 TY278             | 6 octobre 1999        | LINEAR     |
| (102498) | 1999 TQ280             | 8 octobre 1999        | LINEAR     |
| (102499) | 1999 TD282             | 8 octobre 1999        | LINEAR     |
| (102500) | 1999 TG283             | 9 octobre 1999        | LINEAR     |

### 102501-102600
| Nom                | Désignation provisoire | Date de la découverte | Découvreur                           |
| ------------------ | ---------------------- | --------------------- | ------------------------------------ |
| (102501)           | 1999 TZ283             | 9 octobre 1999        | LINEAR                               |
| (102502)           | 1999 TF285             | 9 octobre 1999        | LINEAR                               |
| (102503)           | 1999 TJ288             | 10 octobre 1999       | LINEAR                               |
| (102504)           | 1999 TV288             | 10 octobre 1999       | LINEAR                               |
| (102505)           | 1999 TZ288             | 10 octobre 1999       | LINEAR                               |
| (102506)           | 1999 TU289             | 10 octobre 1999       | LINEAR                               |
| (102507)           | 1999 TL290             | 10 octobre 1999       | LINEAR                               |
| (102508)           | 1999 TZ291             | 11 octobre 1999       | LINEAR                               |
| (102509)           | 1999 TE293             | 12 octobre 1999       | LINEAR                               |
| (102510)           | 1999 TP293             | 12 octobre 1999       | LINEAR                               |
| (102511)           | 1999 TQ298             | 2 octobre 1999        | Spacewatch                           |
| (102512)           | 1999 TO300             | 3 octobre 1999        | Spacewatch                           |
| (102513)           | 1999 TE303             | 4 octobre 1999        | Spacewatch                           |
| (102514)           | 1999 TC304             | 4 octobre 1999        | CSS                                  |
| (102515)           | 1999 TT305             | 3 octobre 1999        | CSS                                  |
| (102516)           | 1999 TC306             | 6 octobre 1999        | LINEAR                               |
| (102517)           | 1999 TZ309             | 4 octobre 1999        | Spacewatch                           |
| (102518)           | 1999 TB312             | 8 octobre 1999        | Spacewatch                           |
| (102519)           | 1999 TO312             | 5 octobre 1999        | LONEOS                               |
| (102520)           | 1999 TW318             | 12 octobre 1999       | Spacewatch                           |
| (102521)           | 1999 TE319             | 9 octobre 1999        | LINEAR                               |
| (102522)           | 1999 TC321             | 10 octobre 1999       | LINEAR                               |
| (102523)           | 1999 UG                | 16 octobre 1999       | Korlevic, K.                         |
| (102524)           | 1999 UK                | 16 octobre 1999       | Korlevic, K.                         |
| (102525)           | 1999 UV                | 16 octobre 1999       | Korlevic, K.                         |
| (102526)           | 1999 UG1               | 16 octobre 1999       | Korlevic, K.                         |
| (102527)           | 1999 UH2               | 17 octobre 1999       | Korlevic, K.                         |
| (102528)           | 1999 US3               | 26 octobre 1999       | LONEOS                               |
| (102529)           | 1999 UD4               | 27 octobre 1999       | Korlevic, K.                         |
| (102530)           | 1999 UF4               | 30 octobre 1999       | Garradd, G. J.                       |
| (102531)           | 1999 UP4               | 31 octobre 1999       | Sarounova, L.                        |
| (102532)           | 1999 UU4               | 31 octobre 1999       | Galad, A., Toth, J.                  |
| (102533)           | 1999 UB5               | 28 octobre 1999       | CSS                                  |
| (102534)           | 1999 UJ5               | 29 octobre 1999       | LINEAR                               |
| (102535)           | 1999 UL6               | 28 octobre 1999       | Beijing Schmidt CCD Asteroid Program |
| (102536) Luanenjie | 1999 UN6               | 28 octobre 1999       | Beijing Schmidt CCD Asteroid Program |
| (102537)           | 1999 UY7               | 29 octobre 1999       | CSS                                  |
| (102538)           | 1999 UZ9               | 31 octobre 1999       | LINEAR                               |
| (102539)           | 1999 UT10              | 31 octobre 1999       | LINEAR                               |
| (102540)           | 1999 UV11              | 29 octobre 1999       | Spacewatch                           |
| (102541)           | 1999 UN12              | 28 octobre 1999       | CSS                                  |
| (102542)           | 1999 UT12              | 29 octobre 1999       | CSS                                  |
| (102543)           | 1999 UV12              | 29 octobre 1999       | CSS                                  |
| (102544)           | 1999 UK13              | 29 octobre 1999       | CSS                                  |
| (102545)           | 1999 UP14              | 29 octobre 1999       | CSS                                  |
| (102546)           | 1999 UQ15              | 29 octobre 1999       | CSS                                  |
| (102547)           | 1999 UW15              | 29 octobre 1999       | CSS                                  |
| (102548)           | 1999 UF16              | 29 octobre 1999       | CSS                                  |
| (102549)           | 1999 UP16              | 29 octobre 1999       | CSS                                  |
| (102550)           | 1999 UY17              | 30 octobre 1999       | Spacewatch                           |
| (102551)           | 1999 UC18              | 30 octobre 1999       | Spacewatch                           |
| (102552)           | 1999 UF20              | 31 octobre 1999       | Spacewatch                           |
| (102553)           | 1999 UJ20              | 31 octobre 1999       | Spacewatch                           |
| (102554)           | 1999 US21              | 31 octobre 1999       | Spacewatch                           |
| (102555)           | 1999 UG22              | 31 octobre 1999       | Spacewatch                           |
| (102556)           | 1999 UW23              | 28 octobre 1999       | CSS                                  |
| (102557)           | 1999 UY23              | 28 octobre 1999       | CSS                                  |
| (102558)           | 1999 UJ24              | 28 octobre 1999       | CSS                                  |
| (102559)           | 1999 UJ25              | 28 octobre 1999       | CSS                                  |
| (102560)           | 1999 UR25              | 29 octobre 1999       | CSS                                  |
| (102561)           | 1999 UX27              | 30 octobre 1999       | Spacewatch                           |
| (102562)           | 1999 UD28              | 30 octobre 1999       | Spacewatch                           |
| (102563)           | 1999 UW29              | 31 octobre 1999       | Spacewatch                           |
| (102564)           | 1999 UH30              | 31 octobre 1999       | Spacewatch                           |
| (102565)           | 1999 UL30              | 31 octobre 1999       | Spacewatch                           |
| (102566)           | 1999 UB32              | 31 octobre 1999       | Spacewatch                           |
| (102567)           | 1999 UY32              | 31 octobre 1999       | Spacewatch                           |
| (102568)           | 1999 UG35              | 31 octobre 1999       | Spacewatch                           |
| (102569)           | 1999 UQ35              | 30 octobre 1999       | Spacewatch                           |
| (102570)           | 1999 UW35              | 31 octobre 1999       | Spacewatch                           |
| (102571)           | 1999 UX35              | 31 octobre 1999       | Spacewatch                           |
| (102572)           | 1999 UW36              | 16 octobre 1999       | Spacewatch                           |
| (102573)           | 1999 UH40              | 16 octobre 1999       | LINEAR                               |
| (102574)           | 1999 UH41              | 17 octobre 1999       | LONEOS                               |
| (102575)           | 1999 UQ42              | 28 octobre 1999       | CSS                                  |
| (102576)           | 1999 UZ42              | 28 octobre 1999       | CSS                                  |
| (102577)           | 1999 UE43              | 28 octobre 1999       | CSS                                  |
| (102578)           | 1999 UO43              | 28 octobre 1999       | CSS                                  |
| (102579)           | 1999 UZ43              | 29 octobre 1999       | CSS                                  |
| (102580)           | 1999 UC44              | 29 octobre 1999       | CSS                                  |
| (102581)           | 1999 US44              | 30 octobre 1999       | CSS                                  |
| (102582)           | 1999 UD46              | 31 octobre 1999       | CSS                                  |
| (102583)           | 1999 UE47              | 29 octobre 1999       | CSS                                  |
| (102584)           | 1999 UE48              | 30 octobre 1999       | CSS                                  |
| (102585)           | 1999 UJ48              | 30 octobre 1999       | CSS                                  |
| (102586)           | 1999 UR49              | 30 octobre 1999       | CSS                                  |
| (102587)           | 1999 UA50              | 30 octobre 1999       | CSS                                  |
| (102588)           | 1999 UM52              | 31 octobre 1999       | CSS                                  |
| (102589)           | 1999 UP52              | 31 octobre 1999       | CSS                                  |
| (102590)           | 1999 UT52              | 31 octobre 1999       | CSS                                  |
| (102591)           | 1999 UP57              | 29 octobre 1999       | Spacewatch                           |
| (102592)           | 1999 VE1               | 4 novembre 1999       | Olathe                               |
| (102593)           | 1999 VY1               | 5 novembre 1999       | Roe, J. M.                           |
| (102594)           | 1999 VC3               | 1er novembre 1999     | Spacewatch                           |
| (102595)           | 1999 VJ3               | 1er novembre 1999     | Spacewatch                           |
| (102596)           | 1999 VN3               | 1er novembre 1999     | Spacewatch                           |
| (102597)           | 1999 VS3               | 1er novembre 1999     | Spacewatch                           |
| (102598)           | 1999 VE4               | 1er novembre 1999     | CSS                                  |
| (102599)           | 1999 VX4               | 5 novembre 1999       | Korlevic, K.                         |
| (102600)           | 1999 VC5               | 5 novembre 1999       | Korlevic, K.                         |

### 102601-102700
| Nom                  | Désignation provisoire | Date de la découverte | Découvreur                           |
| -------------------- | ---------------------- | --------------------- | ------------------------------------ |
| (102601)             | 1999 VD5               | 5 novembre 1999       | Korlevic, K.                         |
| (102602)             | 1999 VG5               | 7 novembre 1999       | Korlevic, K.                         |
| (102603)             | 1999 VP5               | 6 novembre 1999       | Juels, C. W.                         |
| (102604)             | 1999 VW5               | 5 novembre 1999       | Kobayashi, T.                        |
| (102605)             | 1999 VH9               | 8 novembre 1999       | Korlevic, K.                         |
| (102606)             | 1999 VA10              | 9 novembre 1999       | Juels, C. W.                         |
| (102607)             | 1999 VJ11              | 10 novembre 1999      | Korlevic, K.                         |
| (102608)             | 1999 VH13              | 1er novembre 1999     | LINEAR                               |
| (102609)             | 1999 VJ14              | 2 novembre 1999       | LINEAR                               |
| (102610)             | 1999 VQ15              | 2 novembre 1999       | Spacewatch                           |
| (102611)             | 1999 VK19              | 10 novembre 1999      | Korlevic, K.                         |
| (102612)             | 1999 VY19              | 9 novembre 1999       | Korlevic, K.                         |
| (102613)             | 1999 VQ20              | 11 novembre 1999      | Juels, C. W.                         |
| (102614)             | 1999 VG21              | 12 novembre 1999      | Korlevic, K.                         |
| (102615)             | 1999 VJ21              | 12 novembre 1999      | Korlevic, K.                         |
| (102616)             | 1999 VC22              | 13 novembre 1999      | Korlevic, K.                         |
| (102617) Allium      | 1999 VC23              | 12 novembre 1999      | Sposetti, S.                         |
| (102618)             | 1999 VJ23              | 8 novembre 1999       | Pacheco, R., Lopez, A.               |
| (102619) Crespino    | 1999 VK23              | 12 novembre 1999      | Sposetti, S.                         |
| (102620)             | 1999 VX23              | 9 novembre 1999       | Shimizu, Y., Urata, T.               |
| (102621) Goshinosato | 1999 VO25              | 13 novembre 1999      | Saji                                 |
| (102622)             | 1999 VR25              | 15 novembre 1999      | Klet                                 |
| (102623)             | 1999 VM26              | 3 novembre 1999       | LINEAR                               |
| (102624)             | 1999 VZ26              | 3 novembre 1999       | LINEAR                               |
| (102625)             | 1999 VX27              | 15 novembre 1999      | Bell, G., Hug, G.                    |
| (102626)             | 1999 VY27              | 15 novembre 1999      | Kornos, L., Toth, J.                 |
| (102627)             | 1999 VZ27              | 11 novembre 1999      | CSS                                  |
| (102628)             | 1999 VG28              | 3 novembre 1999       | LINEAR                               |
| (102629)             | 1999 VQ28              | 3 novembre 1999       | LINEAR                               |
| (102630)             | 1999 VM30              | 3 novembre 1999       | LINEAR                               |
| (102631)             | 1999 VR31              | 3 novembre 1999       | LINEAR                               |
| (102632)             | 1999 VX32              | 3 novembre 1999       | LINEAR                               |
| (102633)             | 1999 VY33              | 3 novembre 1999       | LINEAR                               |
| (102634)             | 1999 VD34              | 3 novembre 1999       | LINEAR                               |
| (102635)             | 1999 VH34              | 3 novembre 1999       | LINEAR                               |
| (102636)             | 1999 VV37              | 3 novembre 1999       | LINEAR                               |
| (102637)             | 1999 VH38              | 10 novembre 1999      | LINEAR                               |
| (102638)             | 1999 VQ38              | 10 novembre 1999      | LINEAR                               |
| (102639)             | 1999 VV38              | 10 novembre 1999      | LINEAR                               |
| (102640)             | 1999 VO39              | 10 novembre 1999      | LINEAR                               |
| (102641)             | 1999 VV39              | 11 novembre 1999      | Spacewatch                           |
| (102642)             | 1999 VY42              | 4 novembre 1999       | Spacewatch                           |
| (102643)             | 1999 VQ43              | 1er novembre 1999     | CSS                                  |
| (102644)             | 1999 VA44              | 3 novembre 1999       | CSS                                  |
| (102645)             | 1999 VC44              | 3 novembre 1999       | CSS                                  |
| (102646)             | 1999 VT46              | 3 novembre 1999       | LINEAR                               |
| (102647)             | 1999 VT47              | 3 novembre 1999       | LINEAR                               |
| (102648)             | 1999 VR48              | 3 novembre 1999       | LINEAR                               |
| (102649)             | 1999 VW48              | 3 novembre 1999       | LINEAR                               |
| (102650)             | 1999 VM51              | 3 novembre 1999       | LINEAR                               |
| (102651)             | 1999 VS51              | 3 novembre 1999       | LINEAR                               |
| (102652)             | 1999 VQ52              | 3 novembre 1999       | LINEAR                               |
| (102653)             | 1999 VG53              | 3 novembre 1999       | LINEAR                               |
| (102654)             | 1999 VV53              | 4 novembre 1999       | LINEAR                               |
| (102655)             | 1999 VV54              | 4 novembre 1999       | LINEAR                               |
| (102656)             | 1999 VY54              | 4 novembre 1999       | LINEAR                               |
| (102657)             | 1999 VZ54              | 4 novembre 1999       | LINEAR                               |
| (102658)             | 1999 VK55              | 4 novembre 1999       | LINEAR                               |
| (102659)             | 1999 VO55              | 4 novembre 1999       | LINEAR                               |
| (102660)             | 1999 VA56              | 4 novembre 1999       | LINEAR                               |
| (102661)             | 1999 VX57              | 4 novembre 1999       | LINEAR                               |
| (102662)             | 1999 VZ58              | 4 novembre 1999       | LINEAR                               |
| (102663)             | 1999 VA59              | 4 novembre 1999       | LINEAR                               |
| (102664)             | 1999 VB59              | 4 novembre 1999       | LINEAR                               |
| (102665)             | 1999 VC59              | 4 novembre 1999       | LINEAR                               |
| (102666)             | 1999 VO60              | 4 novembre 1999       | LINEAR                               |
| (102667)             | 1999 VB62              | 4 novembre 1999       | LINEAR                               |
| (102668)             | 1999 VG62              | 4 novembre 1999       | LINEAR                               |
| (102669)             | 1999 VQ62              | 4 novembre 1999       | LINEAR                               |
| (102670)             | 1999 VT62              | 4 novembre 1999       | LINEAR                               |
| (102671)             | 1999 VW62              | 4 novembre 1999       | LINEAR                               |
| (102672)             | 1999 VY62              | 4 novembre 1999       | LINEAR                               |
| (102673)             | 1999 VZ63              | 4 novembre 1999       | LINEAR                               |
| (102674)             | 1999 VA66              | 4 novembre 1999       | LINEAR                               |
| (102675)             | 1999 VM66              | 4 novembre 1999       | LINEAR                               |
| (102676)             | 1999 VC67              | 4 novembre 1999       | LINEAR                               |
| (102677)             | 1999 VJ68              | 4 novembre 1999       | LINEAR                               |
| (102678)             | 1999 VL68              | 4 novembre 1999       | LINEAR                               |
| (102679)             | 1999 VP68              | 4 novembre 1999       | LINEAR                               |
| (102680)             | 1999 VQ68              | 4 novembre 1999       | LINEAR                               |
| (102681)             | 1999 VM69              | 4 novembre 1999       | LINEAR                               |
| (102682)             | 1999 VQ69              | 4 novembre 1999       | LINEAR                               |
| (102683)             | 1999 VW69              | 4 novembre 1999       | LINEAR                               |
| (102684)             | 1999 VG70              | 4 novembre 1999       | LINEAR                               |
| (102685)             | 1999 VK70              | 4 novembre 1999       | LINEAR                               |
| (102686)             | 1999 VS70              | 4 novembre 1999       | LINEAR                               |
| (102687)             | 1999 VR71              | 4 novembre 1999       | LINEAR                               |
| (102688)             | 1999 VK72              | 12 novembre 1999      | Beijing Schmidt CCD Asteroid Program |
| (102689)             | 1999 VA73              | 12 novembre 1999      | LINEAR                               |
| (102690)             | 1999 VG73              | 1er novembre 1999     | Spacewatch                           |
| (102691)             | 1999 VS73              | 1er novembre 1999     | Spacewatch                           |
| (102692)             | 1999 VW73              | 1er novembre 1999     | Spacewatch                           |
| (102693)             | 1999 VL77              | 3 novembre 1999       | LINEAR                               |
| (102694)             | 1999 VO77              | 3 novembre 1999       | LINEAR                               |
| (102695)             | 1999 VP77              | 3 novembre 1999       | LINEAR                               |
| (102696)             | 1999 VA81              | 4 novembre 1999       | LINEAR                               |
| (102697)             | 1999 VE84              | 6 novembre 1999       | Spacewatch                           |
| (102698)             | 1999 VL85              | 5 novembre 1999       | CSS                                  |
| (102699)             | 1999 VH86              | 5 novembre 1999       | LINEAR                               |
| (102700)             | 1999 VR86              | 7 novembre 1999       | LINEAR                               |

### 102701-102800
| Nom      | Désignation provisoire | Date de la découverte | Découvreur |
| -------- | ---------------------- | --------------------- | ---------- |
| (102701) | 1999 VU86              | 7 novembre 1999       | LINEAR     |
| (102702) | 1999 VY86              | 7 novembre 1999       | LINEAR     |
| (102703) | 1999 VE87              | 6 novembre 1999       | LINEAR     |
| (102704) | 1999 VO87              | 5 novembre 1999       | LINEAR     |
| (102705) | 1999 VM88              | 4 novembre 1999       | LINEAR     |
| (102706) | 1999 VT90              | 5 novembre 1999       | LINEAR     |
| (102707) | 1999 VA91              | 5 novembre 1999       | LINEAR     |
| (102708) | 1999 VB91              | 5 novembre 1999       | LINEAR     |
| (102709) | 1999 VL91              | 5 novembre 1999       | LINEAR     |
| (102710) | 1999 VM91              | 5 novembre 1999       | LINEAR     |
| (102711) | 1999 VE93              | 9 novembre 1999       | LINEAR     |
| (102712) | 1999 VQ93              | 9 novembre 1999       | LINEAR     |
| (102713) | 1999 VT93              | 9 novembre 1999       | LINEAR     |
| (102714) | 1999 VW93              | 9 novembre 1999       | LINEAR     |
| (102715) | 1999 VZ93              | 9 novembre 1999       | LINEAR     |
| (102716) | 1999 VZ94              | 9 novembre 1999       | LINEAR     |
| (102717) | 1999 VO95              | 9 novembre 1999       | LINEAR     |
| (102718) | 1999 VZ97              | 9 novembre 1999       | LINEAR     |
| (102719) | 1999 VR98              | 9 novembre 1999       | LINEAR     |
| (102720) | 1999 VW98              | 9 novembre 1999       | LINEAR     |
| (102721) | 1999 VZ98              | 9 novembre 1999       | LINEAR     |
| (102722) | 1999 VL99              | 9 novembre 1999       | LINEAR     |
| (102723) | 1999 VM99              | 9 novembre 1999       | LINEAR     |
| (102724) | 1999 VP99              | 9 novembre 1999       | LINEAR     |
| (102725) | 1999 VE100             | 9 novembre 1999       | LINEAR     |
| (102726) | 1999 VX100             | 9 novembre 1999       | LINEAR     |
| (102727) | 1999 VF101             | 9 novembre 1999       | LINEAR     |
| (102728) | 1999 VS101             | 9 novembre 1999       | LINEAR     |
| (102729) | 1999 VX101             | 9 novembre 1999       | LINEAR     |
| (102730) | 1999 VE102             | 9 novembre 1999       | LINEAR     |
| (102731) | 1999 VJ102             | 9 novembre 1999       | LINEAR     |
| (102732) | 1999 VV102             | 9 novembre 1999       | LINEAR     |
| (102733) | 1999 VX103             | 9 novembre 1999       | LINEAR     |
| (102734) | 1999 VB104             | 9 novembre 1999       | LINEAR     |
| (102735) | 1999 VX104             | 9 novembre 1999       | LINEAR     |
| (102736) | 1999 VE105             | 9 novembre 1999       | LINEAR     |
| (102737) | 1999 VW105             | 9 novembre 1999       | LINEAR     |
| (102738) | 1999 VM106             | 9 novembre 1999       | LINEAR     |
| (102739) | 1999 VB107             | 9 novembre 1999       | LINEAR     |
| (102740) | 1999 VJ107             | 9 novembre 1999       | LINEAR     |
| (102741) | 1999 VX109             | 9 novembre 1999       | LINEAR     |
| (102742) | 1999 VE111             | 9 novembre 1999       | LINEAR     |
| (102743) | 1999 VJ111             | 9 novembre 1999       | LINEAR     |
| (102744) | 1999 VO111             | 9 novembre 1999       | LINEAR     |
| (102745) | 1999 VZ111             | 9 novembre 1999       | LINEAR     |
| (102746) | 1999 VK113             | 9 novembre 1999       | LINEAR     |
| (102747) | 1999 VB116             | 4 novembre 1999       | Spacewatch |
| (102748) | 1999 VL117             | 9 novembre 1999       | Spacewatch |
| (102749) | 1999 VY117             | 9 novembre 1999       | Spacewatch |
| (102750) | 1999 VO119             | 3 novembre 1999       | Spacewatch |
| (102751) | 1999 VR120             | 4 novembre 1999       | Spacewatch |
| (102752) | 1999 VX121             | 4 novembre 1999       | Spacewatch |
| (102753) | 1999 VB123             | 5 novembre 1999       | Spacewatch |
| (102754) | 1999 VY123             | 5 novembre 1999       | Spacewatch |
| (102755) | 1999 VX127             | 9 novembre 1999       | Spacewatch |
| (102756) | 1999 VZ127             | 9 novembre 1999       | Spacewatch |
| (102757) | 1999 VA128             | 9 novembre 1999       | Spacewatch |
| (102758) | 1999 VK130             | 9 novembre 1999       | CSS        |
| (102759) | 1999 VL130             | 9 novembre 1999       | CSS        |
| (102760) | 1999 VG132             | 9 novembre 1999       | Spacewatch |
| (102761) | 1999 VH133             | 10 novembre 1999      | Spacewatch |
| (102762) | 1999 VX133             | 10 novembre 1999      | Spacewatch |
| (102763) | 1999 VO135             | 7 novembre 1999       | LINEAR     |
| (102764) | 1999 VF136             | 9 novembre 1999       | LINEAR     |
| (102765) | 1999 VN136             | 9 novembre 1999       | LINEAR     |
| (102766) | 1999 VQ136             | 9 novembre 1999       | LINEAR     |
| (102767) | 1999 VZ136             | 12 novembre 1999      | LINEAR     |
| (102768) | 1999 VC139             | 9 novembre 1999       | Spacewatch |
| (102769) | 1999 VW139             | 10 novembre 1999      | Spacewatch |
| (102770) | 1999 VK140             | 10 novembre 1999      | Spacewatch |
| (102771) | 1999 VY141             | 10 novembre 1999      | Spacewatch |
| (102772) | 1999 VT142             | 11 novembre 1999      | Spacewatch |
| (102773) | 1999 VD144             | 11 novembre 1999      | CSS        |
| (102774) | 1999 VH144             | 11 novembre 1999      | CSS        |
| (102775) | 1999 VS144             | 13 novembre 1999      | CSS        |
| (102776) | 1999 VZ144             | 13 novembre 1999      | CSS        |
| (102777) | 1999 VH145             | 8 novembre 1999       | LINEAR     |
| (102778) | 1999 VT145             | 9 novembre 1999       | LINEAR     |
| (102779) | 1999 VN146             | 12 novembre 1999      | LINEAR     |
| (102780) | 1999 VO147             | 13 novembre 1999      | LINEAR     |
| (102781) | 1999 VO148             | 14 novembre 1999      | LINEAR     |
| (102782) | 1999 VE151             | 14 novembre 1999      | LINEAR     |
| (102783) | 1999 VK151             | 14 novembre 1999      | LINEAR     |
| (102784) | 1999 VB152             | 9 novembre 1999       | Spacewatch |
| (102785) | 1999 VW152             | 10 novembre 1999      | Spacewatch |
| (102786) | 1999 VV153             | 13 novembre 1999      | Spacewatch |
| (102787) | 1999 VN154             | 12 novembre 1999      | Spacewatch |
| (102788) | 1999 VY154             | 13 novembre 1999      | Spacewatch |
| (102789) | 1999 VJ156             | 12 novembre 1999      | LINEAR     |
| (102790) | 1999 VH157             | 14 novembre 1999      | LINEAR     |
| (102791) | 1999 VR157             | 14 novembre 1999      | LINEAR     |
| (102792) | 1999 VN158             | 14 novembre 1999      | LINEAR     |
| (102793) | 1999 VO158             | 14 novembre 1999      | LINEAR     |
| (102794) | 1999 VZ158             | 14 novembre 1999      | LINEAR     |
| (102795) | 1999 VA163             | 14 novembre 1999      | LINEAR     |
| (102796) | 1999 VB163             | 14 novembre 1999      | LINEAR     |
| (102797) | 1999 VE165             | 14 novembre 1999      | LINEAR     |
| (102798) | 1999 VF165             | 14 novembre 1999      | LINEAR     |
| (102799) | 1999 VO165             | 14 novembre 1999      | LINEAR     |
| (102800) | 1999 VS165             | 14 novembre 1999      | LINEAR     |

### 102801-102900
| Nom      | Désignation provisoire | Date de la découverte | Découvreur    |
| -------- | ---------------------- | --------------------- | ------------- |
| (102801) | 1999 VX166             | 14 novembre 1999      | LINEAR        |
| (102802) | 1999 VB168             | 14 novembre 1999      | LINEAR        |
| (102803) | 1999 VA169             | 14 novembre 1999      | LINEAR        |
| (102804) | 1999 VJ170             | 14 novembre 1999      | LINEAR        |
| (102805) | 1999 VM170             | 14 novembre 1999      | LINEAR        |
| (102806) | 1999 VU170             | 14 novembre 1999      | LINEAR        |
| (102807) | 1999 VE171             | 14 novembre 1999      | LINEAR        |
| (102808) | 1999 VG172             | 14 novembre 1999      | LINEAR        |
| (102809) | 1999 VT173             | 15 novembre 1999      | LINEAR        |
| (102810) | 1999 VH174             | 10 novembre 1999      | LONEOS        |
| (102811) | 1999 VM176             | 4 novembre 1999       | LINEAR        |
| (102812) | 1999 VO176             | 4 novembre 1999       | LINEAR        |
| (102813) | 1999 VE177             | 5 novembre 1999       | LINEAR        |
| (102814) | 1999 VK177             | 5 novembre 1999       | LINEAR        |
| (102815) | 1999 VL177             | 5 novembre 1999       | LINEAR        |
| (102816) | 1999 VK179             | 6 novembre 1999       | LINEAR        |
| (102817) | 1999 VE180             | 5 novembre 1999       | LINEAR        |
| (102818) | 1999 VH180             | 5 novembre 1999       | LINEAR        |
| (102819) | 1999 VJ181             | 9 novembre 1999       | LINEAR        |
| (102820) | 1999 VO181             | 9 novembre 1999       | LINEAR        |
| (102821) | 1999 VR181             | 9 novembre 1999       | LINEAR        |
| (102822) | 1999 VD182             | 9 novembre 1999       | LINEAR        |
| (102823) | 1999 VM182             | 9 novembre 1999       | LINEAR        |
| (102824) | 1999 VU182             | 9 novembre 1999       | LINEAR        |
| (102825) | 1999 VQ183             | 12 novembre 1999      | LINEAR        |
| (102826) | 1999 VA184             | 15 novembre 1999      | LINEAR        |
| (102827) | 1999 VU184             | 15 novembre 1999      | LINEAR        |
| (102828) | 1999 VS186             | 15 novembre 1999      | LINEAR        |
| (102829) | 1999 VK187             | 15 novembre 1999      | LINEAR        |
| (102830) | 1999 VU187             | 15 novembre 1999      | LINEAR        |
| (102831) | 1999 VK189             | 15 novembre 1999      | LINEAR        |
| (102832) | 1999 VL189             | 15 novembre 1999      | LINEAR        |
| (102833) | 1999 VU189             | 15 novembre 1999      | LINEAR        |
| (102834) | 1999 VF190             | 15 novembre 1999      | LINEAR        |
| (102835) | 1999 VN190             | 15 novembre 1999      | LINEAR        |
| (102836) | 1999 VL191             | 12 novembre 1999      | LINEAR        |
| (102837) | 1999 VE192             | 14 novembre 1999      | LINEAR        |
| (102838) | 1999 VO192             | 1er novembre 1999     | LONEOS        |
| (102839) | 1999 VY193             | 3 novembre 1999       | LINEAR        |
| (102840) | 1999 VO194             | 1er novembre 1999     | CSS           |
| (102841) | 1999 VT194             | 2 novembre 1999       | CSS           |
| (102842) | 1999 VP196             | 1er novembre 1999     | CSS           |
| (102843) | 1999 VZ197             | 3 novembre 1999       | CSS           |
| (102844) | 1999 VM198             | 3 novembre 1999       | CSS           |
| (102845) | 1999 VP198             | 3 novembre 1999       | CSS           |
| (102846) | 1999 VR201             | 3 novembre 1999       | LINEAR        |
| (102847) | 1999 VV202             | 5 novembre 1999       | LINEAR        |
| (102848) | 1999 VR203             | 9 novembre 1999       | LONEOS        |
| (102849) | 1999 VT210             | 13 novembre 1999      | CSS           |
| (102850) | 1999 VF211             | 14 novembre 1999      | CSS           |
| (102851) | 1999 VX212             | 12 novembre 1999      | LONEOS        |
| (102852) | 1999 VG213             | 12 novembre 1999      | LINEAR        |
| (102853) | 1999 VU217             | 5 novembre 1999       | LINEAR        |
| (102854) | 1999 VN220             | 3 novembre 1999       | LINEAR        |
| (102855) | 1999 VM223             | 5 novembre 1999       | LINEAR        |
| (102856) | 1999 VQ223             | 5 novembre 1999       | LINEAR        |
| (102857) | 1999 VG224             | 5 novembre 1999       | LINEAR        |
| (102858) | 1999 VY225             | 5 novembre 1999       | LINEAR        |
| (102859) | 1999 WH1               | 28 novembre 1999      | Klet          |
| (102860) | 1999 WJ1               | 28 novembre 1999      | Klet          |
| (102861) | 1999 WZ2               | 27 novembre 1999      | Korlevic, K.  |
| (102862) | 1999 WB3               | 27 novembre 1999      | Korlevic, K.  |
| (102863) | 1999 WL3               | 28 novembre 1999      | Kobayashi, T. |
| (102864) | 1999 WA4               | 28 novembre 1999      | Kobayashi, T. |
| (102865) | 1999 WD4               | 28 novembre 1999      | Kobayashi, T. |
| (102866) | 1999 WA5               | 28 novembre 1999      | Kobayashi, T. |
| (102867) | 1999 WE5               | 30 novembre 1999      | Klet          |
| (102868) | 1999 WO6               | 28 novembre 1999      | Korlevic, K.  |
| (102869) | 1999 WN10              | 28 novembre 1999      | Spacewatch    |
| (102870) | 1999 WZ10              | 30 novembre 1999      | Spacewatch    |
| (102871) | 1999 WB11              | 30 novembre 1999      | Spacewatch    |
| (102872) | 1999 WE11              | 30 novembre 1999      | Spacewatch    |
| (102873) | 1999 WK11              | 30 novembre 1999      | Spacewatch    |
| (102874) | 1999 WA12              | 28 novembre 1999      | Spacewatch    |
| (102875) | 1999 WB12              | 28 novembre 1999      | Spacewatch    |
| (102876) | 1999 WL12              | 29 novembre 1999      | Spacewatch    |
| (102877) | 1999 WV13              | 28 novembre 1999      | Spacewatch    |
| (102878) | 1999 WZ14              | 29 novembre 1999      | Spacewatch    |
| (102879) | 1999 WP15              | 29 novembre 1999      | Spacewatch    |
| (102880) | 1999 WA18              | 30 novembre 1999      | Spacewatch    |
| (102881) | 1999 WE18              | 30 novembre 1999      | Spacewatch    |
| (102882) | 1999 WX19              | 17 novembre 1999      | LONEOS        |
| (102883) | 1999 WA20              | 16 novembre 1999      | CSS           |
| (102884) | 1999 XQ1               | 2 décembre 1999       | LINEAR        |
| (102885) | 1999 XX1               | 3 décembre 1999       | Juels, C. W.  |
| (102886) | 1999 XG4               | 4 décembre 1999       | CSS           |
| (102887) | 1999 XM4               | 4 décembre 1999       | CSS           |
| (102888) | 1999 XV4               | 4 décembre 1999       | CSS           |
| (102889) | 1999 XL5               | 4 décembre 1999       | CSS           |
| (102890) | 1999 XV5               | 4 décembre 1999       | CSS           |
| (102891) | 1999 XK6               | 4 décembre 1999       | CSS           |
| (102892) | 1999 XY6               | 4 décembre 1999       | CSS           |
| (102893) | 1999 XF7               | 4 décembre 1999       | CSS           |
| (102894) | 1999 XV8               | 5 décembre 1999       | LINEAR        |
| (102895) | 1999 XY9               | 5 décembre 1999       | Spacewatch    |
| (102896) | 1999 XD10              | 5 décembre 1999       | Spacewatch    |
| (102897) | 1999 XA11              | 5 décembre 1999       | CSS           |
| (102898) | 1999 XD11              | 5 décembre 1999       | CSS           |
| (102899) | 1999 XN11              | 5 décembre 1999       | CSS           |
| (102900) | 1999 XX12              | 5 décembre 1999       | LINEAR        |

### 102901-103000
| Nom      | Désignation provisoire | Date de la découverte | Découvreur    |
| -------- | ---------------------- | --------------------- | ------------- |
| (102901) | 1999 XU14              | 6 décembre 1999       | LINEAR        |
| (102902) | 1999 XD15              | 6 décembre 1999       | LINEAR        |
| (102903) | 1999 XK15              | 5 décembre 1999       | Korlevic, K.  |
| (102904) | 1999 XF16              | 6 décembre 1999       | LINEAR        |
| (102905) | 1999 XV16              | 7 décembre 1999       | LINEAR        |
| (102906) | 1999 XJ18              | 3 décembre 1999       | LINEAR        |
| (102907) | 1999 XZ18              | 3 décembre 1999       | LINEAR        |
| (102908) | 1999 XO19              | 5 décembre 1999       | LINEAR        |
| (102909) | 1999 XR19              | 5 décembre 1999       | LINEAR        |
| (102910) | 1999 XT19              | 5 décembre 1999       | LINEAR        |
| (102911) | 1999 XZ19              | 5 décembre 1999       | LINEAR        |
| (102912) | 1999 XA21              | 5 décembre 1999       | LINEAR        |
| (102913) | 1999 XT21              | 5 décembre 1999       | LINEAR        |
| (102914) | 1999 XT22              | 6 décembre 1999       | LINEAR        |
| (102915) | 1999 XT23              | 6 décembre 1999       | LINEAR        |
| (102916) | 1999 XG24              | 6 décembre 1999       | LINEAR        |
| (102917) | 1999 XK24              | 12 décembre 1999      | LINEAR        |
| (102918) | 1999 XW24              | 6 décembre 1999       | LINEAR        |
| (102919) | 1999 XC26              | 6 décembre 1999       | LINEAR        |
| (102920) | 1999 XC27              | 6 décembre 1999       | LINEAR        |
| (102921) | 1999 XH27              | 6 décembre 1999       | LINEAR        |
| (102922) | 1999 XA30              | 6 décembre 1999       | LINEAR        |
| (102923) | 1999 XX30              | 6 décembre 1999       | LINEAR        |
| (102924) | 1999 XZ30              | 6 décembre 1999       | LINEAR        |
| (102925) | 1999 XZ32              | 6 décembre 1999       | LINEAR        |
| (102926) | 1999 XH34              | 6 décembre 1999       | LINEAR        |
| (102927) | 1999 XX35              | 6 décembre 1999       | Kobayashi, T. |
| (102928) | 1999 XU36              | 7 décembre 1999       | Juels, C. W.  |
| (102929) | 1999 XQ37              | 7 décembre 1999       | Roy, R.       |
| (102930) | 1999 XO40              | 7 décembre 1999       | LINEAR        |
| (102931) | 1999 XE41              | 7 décembre 1999       | LINEAR        |
| (102932) | 1999 XH41              | 7 décembre 1999       | LINEAR        |
| (102933) | 1999 XV41              | 7 décembre 1999       | LINEAR        |
| (102934) | 1999 XY42              | 7 décembre 1999       | LINEAR        |
| (102935) | 1999 XK43              | 7 décembre 1999       | LINEAR        |
| (102936) | 1999 XH44              | 7 décembre 1999       | LINEAR        |
| (102937) | 1999 XS46              | 7 décembre 1999       | LINEAR        |
| (102938) | 1999 XU47              | 7 décembre 1999       | LINEAR        |
| (102939) | 1999 XV47              | 7 décembre 1999       | LINEAR        |
| (102940) | 1999 XY49              | 7 décembre 1999       | LINEAR        |
| (102941) | 1999 XF50              | 7 décembre 1999       | LINEAR        |
| (102942) | 1999 XX50              | 7 décembre 1999       | LINEAR        |
| (102943) | 1999 XY51              | 7 décembre 1999       | LINEAR        |
| (102944) | 1999 XE52              | 7 décembre 1999       | LINEAR        |
| (102945) | 1999 XT52              | 7 décembre 1999       | LINEAR        |
| (102946) | 1999 XM53              | 7 décembre 1999       | LINEAR        |
| (102947) | 1999 XS53              | 7 décembre 1999       | LINEAR        |
| (102948) | 1999 XU54              | 7 décembre 1999       | LINEAR        |
| (102949) | 1999 XB56              | 7 décembre 1999       | LINEAR        |
| (102950) | 1999 XF56              | 7 décembre 1999       | LINEAR        |
| (102951) | 1999 XG56              | 7 décembre 1999       | LINEAR        |
| (102952) | 1999 XB58              | 7 décembre 1999       | LINEAR        |
| (102953) | 1999 XR58              | 7 décembre 1999       | LINEAR        |
| (102954) | 1999 XX58              | 7 décembre 1999       | LINEAR        |
| (102955) | 1999 XZ59              | 7 décembre 1999       | LINEAR        |
| (102956) | 1999 XH61              | 7 décembre 1999       | LINEAR        |
| (102957) | 1999 XK62              | 7 décembre 1999       | LINEAR        |
| (102958) | 1999 XT63              | 7 décembre 1999       | LINEAR        |
| (102959) | 1999 XX64              | 7 décembre 1999       | LINEAR        |
| (102960) | 1999 XV65              | 7 décembre 1999       | LINEAR        |
| (102961) | 1999 XZ65              | 7 décembre 1999       | LINEAR        |
| (102962) | 1999 XB66              | 7 décembre 1999       | LINEAR        |
| (102963) | 1999 XU66              | 7 décembre 1999       | LINEAR        |
| (102964) | 1999 XW66              | 7 décembre 1999       | LINEAR        |
| (102965) | 1999 XH67              | 7 décembre 1999       | LINEAR        |
| (102966) | 1999 XO67              | 7 décembre 1999       | LINEAR        |
| (102967) | 1999 XF69              | 7 décembre 1999       | LINEAR        |
| (102968) | 1999 XW69              | 7 décembre 1999       | LINEAR        |
| (102969) | 1999 XB71              | 7 décembre 1999       | LINEAR        |
| (102970) | 1999 XG71              | 7 décembre 1999       | LINEAR        |
| (102971) | 1999 XP72              | 7 décembre 1999       | LINEAR        |
| (102972) | 1999 XP74              | 7 décembre 1999       | LINEAR        |
| (102973) | 1999 XT74              | 7 décembre 1999       | LINEAR        |
| (102974) | 1999 XQ75              | 7 décembre 1999       | LINEAR        |
| (102975) | 1999 XF76              | 7 décembre 1999       | LINEAR        |
| (102976) | 1999 XG76              | 7 décembre 1999       | LINEAR        |
| (102977) | 1999 XV76              | 7 décembre 1999       | LINEAR        |
| (102978) | 1999 XD77              | 7 décembre 1999       | LINEAR        |
| (102979) | 1999 XV77              | 7 décembre 1999       | LINEAR        |
| (102980) | 1999 XA78              | 7 décembre 1999       | LINEAR        |
| (102981) | 1999 XC78              | 7 décembre 1999       | LINEAR        |
| (102982) | 1999 XR79              | 7 décembre 1999       | LINEAR        |
| (102983) | 1999 XA80              | 7 décembre 1999       | LINEAR        |
| (102984) | 1999 XJ81              | 7 décembre 1999       | LINEAR        |
| (102985) | 1999 XZ81              | 7 décembre 1999       | LINEAR        |
| (102986) | 1999 XD82              | 7 décembre 1999       | LINEAR        |
| (102987) | 1999 XM87              | 7 décembre 1999       | LINEAR        |
| (102988) | 1999 XC88              | 7 décembre 1999       | LINEAR        |
| (102989) | 1999 XD88              | 7 décembre 1999       | LINEAR        |
| (102990) | 1999 XF88              | 7 décembre 1999       | LINEAR        |
| (102991) | 1999 XF90              | 7 décembre 1999       | LINEAR        |
| (102992) | 1999 XP90              | 7 décembre 1999       | LINEAR        |
| (102993) | 1999 XL91              | 7 décembre 1999       | LINEAR        |
| (102994) | 1999 XG92              | 7 décembre 1999       | LINEAR        |
| (102995) | 1999 XN92              | 7 décembre 1999       | LINEAR        |
| (102996) | 1999 XV92              | 7 décembre 1999       | LINEAR        |
| (102997) | 1999 XF94              | 7 décembre 1999       | LINEAR        |
| (102998) | 1999 XJ94              | 7 décembre 1999       | LINEAR        |
| (102999) | 1999 XP95              | 7 décembre 1999       | Kobayashi, T. |
| (103000) | 1999 XT95              | 9 décembre 1999       | Kobayashi, T. |

## Sources
- (en) Base de données du Centre des planètes mineures